# Couin
Couin település Franciaországban, Pas-de-Calais megyében. Lakosainak száma 79 fő (2022. január 1.). Couin Hénu, Pas-en-Artois, Souastre, Bus-lès-Artois, Coigneux és Saint-Léger-lès-Authie községekkel határos.

## Népesség
A település népességének változása:
| Lakosok száma | 103  | 109  | 112  | 113  | 104  | 96   | 88   | 84   | 79   |
|               | 2013 | 2015 | 2016 | 2017 | 2018 | 2019 | 2020 | 2021 | 2022 |